# Buceragenia
Buceragenia es un género de plantas con flores perteneciente a la familia Acanthaceae. El género tiene 5 especies de hierbas.

## Taxonomía
El género fue descrito por Jesse More Greenman y publicado en Proceedings of the American Academy of Arts and Sciences 32: 303. 1897. La especie tipo es: Buceragenia minutiflora

## Especies seleccionadas
- Buceragenia foliaceo-bracteata
- Buceragenia glandulosa
- Buceragenia hirsuta
- Buceragenia minutiflora
- Buceragenia ruellioides